# Evangelisch-Lutherisches Dekanat Bad Neustadt an der Saale
Das Evangelisch-Lutherische Dekanat Bad Neustadt an der Saale ist eines der 19 Dekanate des Kirchenkreises Ansbach-Würzburg. Der Dekanatsbezirk wird seit 2022 von dem Dekan Karl-Uwe Rasp geleitet. Sein Gebiet entspricht weitgehend dem Landkreis Rhön-Grabfeld. Münnerstadt gehört zum Landkreis Bad Kissingen.

## Geschichte
Der Dekanatsbezirk befindet sich im Grenzgebiet zu Thüringen. Der größte Teil des Gebiets gehörte zum Hochstift Würzburg, in dem während der Gegenreformation die im 16. Jahrhundert entstandenen evangelischen Gemeinden wieder untergingen. Das Dekanat ist daher weitgehend von einer Diasporasituation geprägt. Weil ein Teil des Gebiets jedoch zur gefürsteten Grafschaft Henneberg oder zu kleineren ritterschaftlichen Besitzungen gehörte, bestehen einzelne Gemeinden schon seit der Reformationszeit.
Die Herrschaft Henneberg-Römhild-Schwarza wurde 1545 evangelisch und damit auch der Ort Hendungen mit Bahra, Rappershausen und Roßrieth. Nach dem Aussterben von Henneberg-Römhild-Schwarza 1549 fielen die Besitzungen an Henneberg-Schleusingen, das 1583 ebenfalls erlosch. Daraufhin forderte das Hochstift Würzburg Meiningen, das es mit Henneberg-Schleusingen 1542 gegen Mainberg getauscht hatte, zurück. Stattdessen erhielt Würzburg jedoch Hennebergischen Streubesitz, wie Hendungen, wo 1589 die Gegenreformation Einzug hielt. Die Herrschaft Henneberg-Schleusingen umfasste neben Orten im heutigen Thüringen auch Gollmuthhausen, Mühlfeld mit Eußenhausen, Weimarschmieden, Filke, Sands, Neustädtles und Willmars. Dort wurde 1544 die evangelische Lehre eingeführt. Eußenhausen wurde 1589 in der Gegenreformation wieder katholisch. Die Linie Henneberg-Römhild-Römhild hatte sich nicht der Reformation zugewandt und ihre Besitzungen im heute bayerischen Raum verkauft. Die Grafen von Mansfeld erwarben 1549 ein Viertel von Mellrichstadt, Ostheim vor der Rhön, Rothausen, Trappstadt und Weimarschmieden. 1553/1554 wurde die Reformation eingeführt. Die Rechte in Mellrichstadt wurde 1551 an Würzburg verkauft. 1555 übergaben die Mansfelder die Besitzungen an Sachsen Ernestinische Linie. Trappstadt wurde 1592 in der Gegenreformation wieder katholisch. 1596 kamen Ostheim und Helmershausen an Sachsen-Eisenach, Rothausen und Römhild an Sachsen-Coburg.
Das Amt Lichtenberg, das sich von der Lichtenburg nördlich von Ostheim vor der Rhön aus entwickelt hatte, wechselte durch Verpfändung durch das Kloster Fulda ab 1366 häufig die Besitzer. Die Zugehörigkeit einzelner Orte zum Amt Lichtenberg schwankte aufgrund von vielfachen Weiterverpfändungen, teilweisen Rückkäufen und Erbteilungen. Graf Hermann VIII. von Henneberg–Aschach der Line Henneberg–Aschach–Römhild, der das Amt ab 1501 in seinem Besitz hatte, übergab es 1532 an seinen Sohn Bertold. 1548 verkaufte Bertold sein gesamtes Fürstentum an seine Schwäger, die Grafen von Mansfeld. Damals gehörten Ostheim und Sondheim vor der Rhön sowie deren jetzige Ortsteile Stetten vor der Rhön und Urspringen vor der Rhön zum Amt Lichtenberg. 1553/1554 wurde die Reformation eingeführt. Oberwaldbehrungen wurde bereits 1480 an die Herren von der Tann zum Lehen vergeben, war aber bis 1670 eine Filiale von Urspringen und damit ebenfalls ab 1553/1554 evangelisch.
Hermann von Henneberg–Aschach erbte von seinem Vater Graf Hermann VIII. u. a. Sondheim im Grabfeld  und Hendungen. Diese Besitzungen gingen ebenfalls an die Grafen von Mansfeld und 1555 an die Ernestiner. Die Gemeinde Sondheim im Grabfeld pfarrte nach Berkach, das katholisch blieb. Die Bevölkerung besuchte deshalb die Gottesdienste in Behrungen, was 1555 bei einer Visitation bemerkt wurde.
Höchheim und dessen Tochterkirche Aubstadt wurden unter dem Freiherrn von Bibra um 1530 evangelisch. Ab 1650 waren Höchheim und Aubstadt eine kombinierte Pfarrei. Um 1540 wurde von dem Freiherrn von Bibra in Irmelshausen die Reformation eingeführt.
In Sulzdorf an der Lederhecke wurde um 1555 durch die Truchseß von Wetzhausen die Reformation eingeführt. Bereits seit 1537 soll dort schon evangelisch gepredigt worden sein. Von 1628 bis 1649 war der Ort durch die Gegenreformation vorübergehend wieder katholisch. In Sternberg im Grabfeld und Zimmerau war ebenfalls der Truchseß von Wetzhausen Dorfherr. Wolf Dietrich II. trat 1675 zum katholischen Glauben über. Entgegen den Bestimmungen des Normaljahrs des Westfälischen Frieden wurde versucht, die Ortschaften zu rekatholisieren. In Sternberg hatte das Erfolg. Zimmerau wurde teilweise katholisch, wovon heute noch die beiden Kirchen zeugen.
Christoph Marschalk von Ostheim kam nach dem Aussterben des Geschlechts derer von Waltershausen 1456 teilweise in den Besitz von Waltershausen im Grabfeld. Sein Sohn Moritz I. Marschalk von Ostheim kaufte den Rest der Herrschaft hinzu. Moritz I. trat 1522, als eines der ersten fränkischen Adelsgeschlechter, der Reformation bei. Die Kirche in Walterhausen wurde fortan die Grablege der Familie anstatt der traditionellen Stätte im Kloster Bildhausen.
Nachdem das Gebiet 1806 an das Großherzogtum Würzburg gefallen war, wurde 1809 die Inspektion Waltershausen gegründet, zu der die hennebergischen Kirchengemeinden gehörten. Nach dem Übergang an das Königreich Bayern 1814 wurde es als Dekanat in die Protestantische Landeskirche eingegliedert. Dekanatssitz war ab 1836 Aubstadt. Von 1845 bis 1947 firmierte das Dekanat als Dekanat Rothausen; dann wurde der Sitz in die Kreisstadt Bad Neustadt verlegt. Die Exklave Ostheim, die bis 1920 zu Sachsen-Weimar-Eisenach und dann zum Land Thüringen gehörte, fiel zwar 1945 an Bayern, blieb aber kirchlich ein Teil der Evangelisch-Lutherischen Kirche in Thüringen, wo sie den Kirchenkreis Ostheim bildete. Erst 1972 wurden die Gemeinden Ostheim, Sondheim, Stetten und Urspringen der bayerischen Landeskirche und damit dem Dekanat Bad Neustadt eingegliedert.

## Kirchengemeinden
Zum Dekanatsbezirk gehören 26 Kirchengemeinden in 15 Pfarreien. In der folgenden Liste sind die Pfarreien mit ihren Filialen, deren Kirchen und Weblinks aufgeführt:
- Pfarreien mit jeweils einer Kirchengemeinde
  - Bad Königshofen, St. Peter und Paul (1898)
  - Bad Neustadt an der Saale, Christuskirche
  - Bischofsheim in der Rhön, Christuskirche
  - Münnerstadt, Auferstehungskirche
  - Ostheim vor der Rhön, St. Michael
  - Mellrichstadt, Gustav-Adolf-Kirche
- Pfarrei Aubstadt
  - Kirchengemeinde Aubstadt, St. Johannis
  - Kirchengemeinde Gollmuthhausen, ev. Kirche
  - Kirchengemeinde Rappershausen, ev. Kirche
- Pfarrei Irmelshausen (Evang.-Luth. Pfarramt Irmelshausen)
  - Kirchengemeinde Irmelshausen, St. Jakobus
  - Kirchengemeinde Höchheim, ev. Kirche
  - Kirchengemeinde Rothausen, ev. Kirche
- Pfarrei Mühlfeld
  - Kirchengemeinde Mühlfeld, St. Christophorus
  - Kirchengemeinde Bahra, ev. Kirche
  - Kirchengemeinde Sondheim im Grabfeld, ev. Kirche in Sondheim, Kirche St. Georg in Roßrieth
- Pfarrei Sondheim vor der Rhön
  - Kirchengemeinde Sondheim vor der Rhön, St. Michael
  - Kirchengemeinde Stetten, Dreifaltigkeitskirche
  - Kirchengemeinde Fladungen, Christuskirche in Fladungen, ev. Kirche in Nordheim, ev. Kirche in Sands, ev. Kirche in Weimarschmieden
- Pfarrei Sulzdorf an der Lederhecke
  - Kirchengemeinde Sulzdorf an der Lederhecke, St. Leonhard
  - Kirchengemeinde Zimmerau, St. Peter und Paul
- Pfarrei Urspringen
  - Kirchengemeinde Urspringen, ev. Kirche
  - Kirchengemeinde Oberwaldbehrungen, ev. Kirche
- Pfarrei Waltershausen
  - Kirchengemeinde Waltershausen, St. Georg
  - Kirchengemeinde Saal, Erlöserkirche
- Pfarrei Willmars
  - Kirchengemeinde Willmars, ev. Kirche in Willmars, ev. Kirche in Völkershausen, ev. Kirche in Neustädles
  - Kirchengemeinde Unterfilke, ev. Kirche